# 거제시의 향토문화재
거제시의 향토문화재는 다음 각 호 중 어느 하나에 해당하는 경우를 말한다.
1. 「문화재보호법」,「전통사찰의 보존 및 지원에 관한 법률」 또는 「경상남도 문화재보호 조례」에 의하여 국가·도지정문화재 또는 전통사찰로 지정되지 아니한 것으로 향토사적, 학술적, 예술적, 경관적으로 중요한 보존가치가 있다고 인정되는 문화재
2. 시장이 향토 문화재로서의 보존이 필요하다고 인정하는 문화재

## 지정 목록
2019년 7월말 현재 없습니다.

## 참고 문헌
- 거제시 홈페이지 - 고시/공고